# Winchester Model 1200
«Вінчестер» 1200 моделі (англ. Winchester Model 1200) — серія помпових рушниць виробництва Winchester Repeating Arms Company підрозділу Olin Corporation. Рушниці випускалися у 12-, 16- і 20-му калібрах. Військова версія 1200 має можливість мати багнет, закріплений на кінці ствола для використання в ближньому бою.

## Історія
«Вінчестер» 1200 моделі був представлений в 1964 році як недорога заміна заслуженої та визнаної моделі 12. Невелика партія цієї зброї була придбана армією США в 1968 і 1969 роках. Модель 1200 у військовому стилі була, по суті, такою ж зброєю, як і цивільна версія, за винятком вентильованої рукоятки, вертлюгів та багнета. Winchester Model 1200 був замінений версією Winchester Model 1300 у 1983 році, коли американська компанія U.S. Repeating Arms Company стала виробником вогнепальної зброї Winchester. Виробництво моделі 1300 припинилося в 2006 році, коли USRAC збанкрутувала.

## Опис
Winchester Model 1200 випускався зі стволами довжиною 30 дюймів і 28 дюймів і являє собою рушницю 12, 16 або 20 калібру з ручним затвором. Затвор, також відомий як помповий, означає, що рушниця має рухому систему затвора, яка керується «дерев'яним або композитним затвором, який називається цівкою». Вогнепальна зброя може вмістити максимум п'ять патронів, чотири з яких знаходяться в трубчастому магазині і один у патроннику.

## Варіанти
- Model 1200: стандартна версія рушниці з магазином на 4 набої
- Model 1200 Defender: модель на 6 набоїв
- Model 1200 Police: варіант Model 1200 Defender з електролізним нікельованим атласним стволом і магазинною трубкою
- Model 1200 Marine: варіант Model 1200 Defender з електролізним нікельованим полірованим стволом і магазинною трубкою
- Model 1200 Riot: Модель стандартної місткості зі стволом 18,5 дюймів і прицільними пристосуваннями. Ствол і магазин із воронованої сталі. На стволі нанесено маркування «Riot».
- Ted Williams Model 200: Стандартна модель 1200, що продається компанією Sears
- Model 1200 Hunting: 28-дюймовий ствол з вбудованим чоком і трубчастим магазином на 5 набоїв
- Model 1300: Трохи оновлена версія з трубчастим магазином до шести патронів, тепер приймає 3-дюймові набої
- Model 1300 Defender: Варіанти моделі 1300 підвищеної місткості з трубчастим магазином на 7 набоїв
- Model 1300 Marine: Варіант моделі 1300 збільшеної місткості з нікельованим стволом і магазинною трубкою без електроприводу, а також синтетичним прикладом
- варіанти Model 1300:
  - Model 2200: Модель 1200 з прикладом і стволом повної довжини, виготовлена для канадського ринку вогнепальної зброї.
  - Model 120: Бюджетна версія з листяних порід, що продається в різних універмагах, таких як Kmart
  - Ranger Model 120: Бюджетна версія з листяних порід продається в магазинах спортивних товарів, таких як Cabela's & Kmart